# Ivar Eriksen
Alf Ivar Eriksen (ur. 7 marca 1942 w Hamar) – norweski łyżwiarz szybki, srebrny medalista olimpijski.

## Kariera
Największy sukces w karierze Ivar Eriksen osiągnął podczas igrzysk olimpijskich w Grenoble w 1968 roku, gdzie zajął drugie miejsce w biegu na 1500 m. W zawodach tych wyprzedził go jedynie Holender Cornelis Verkerk. Ex aequo z Eriksenem drugie miejsce zajął kolejny reprezentant Holandii, Ard Schenk. Na rozgrywanych cztery lata wcześniej igrzyskach w Innsbrucku na tym samym dystansie był szósty. Nigdy nie zdobył medalu na mistrzostwach świata, jego najlepszym wynikiem było czwarte miejsce podczas mistrzostw świata w wieloboju sprinterskim w West Allis w 1970 roku. Walkę o medal przegrał tam ze swym rodakiem Magne Thomassenem.
Pięciokrotnie bił rekordy świata.
Po zakończeniu kariery sportowej został trenerem. Pracował także jako strażak.